# Alor Setar
Alor Setar (ou Alor Star) é uma cidade da Malásia, capital do estado de Kedah, e situada na zona setentrional da Malásia Peninsular. Segundo estimativas de 2020 teria 417800 habitantes. É uma das cidades mais antigas do país.